# 2025年6月逝世人物列表
2025年逝世人物列表：1月 - 2月 - 3月 - 4月 - 5月 - 6月 - 7月 - 8月 - 9月 - 10月 - 11月 - 12月
2025年6月逝世人物列表，是用于汇总2025年6月期间逝世人物的列表。

## 依日期排序

### 30日
- 吴俊岭，48岁，中国企业人物，博纳影业集团助理总裁。[1]
- 紹特馬里·拉約什（匈牙利語：Szatmári Lajos），81歲，羅馬尼亞男子足球運動員。[2]
- 丁世發，81歲，中國政治人物，曾任中共遼寧省委政法委書記，遼寧省高級人民法院院長、黨組書記，第十屆全國人大代表。[3]
- 黄嗣绵，86歲，新加坡法律學術界人士及律師。[4]
- 肯尼斯·考利（英语：Kenneth Colley），87歲，英國男演員。[5]
- 揚·切爾內亞（羅馬尼亞語：Ion Cernea），89歲，羅馬尼亞男子摔跤運動員。[6]
- 黄桂枢，89岁，中国普洱茶文化学者，云南省普洱市文物管理所原所长。[7]
- 朱维申，92岁，中国岩石力学与工程专家，山东大学教授。[8]
- 陳維壽，94歲，台灣國寶級昆蟲學家，台北市成功高中「蝴蝶宮」昆蟲科學博物館創辦人。[9]
- 姚朋，99岁，筆名彭歌，台湾新聞人與作家。曾任《台灣新生報》副社長兼總編輯、《中央日報》社長、《香港時報》董事長、《中華民國筆會》會長。[10][11]
- 马三堂，103岁，中国政治人物，原昆明师范学院副院长。[12]

### 29日
- 巨缘圣，44岁，中国演员。[13]
- 张天蔚，71岁，中国政治人物，上海交通大学出版社原社长、总编辑。[14]
- 彭蒂·馬蒂凱寧（芬蘭語：Pentti Matikainen），74岁，芬蘭冰球運動員、教練。[15]
- 艾倫·皮科克（英語：Alan Peacock），87歲，英國前男子足球員。[16]
- 马班德拉·德拉米尼（英语：Mabandla Dlamini），94岁，斯威士兰政治人物，前首相（1979年—1983年）。[17]
- 黃本立，99歲，中國光譜化學家，廈門大學教授。中国原子光谱分析的奠基者之一。[18]
- 王浩一，68歲，台灣文史工作者、作家及主持人。金鐘獎生活風格節目主持人獎（2017年、2023年）；心肌梗塞。[19]
- 熊衛，96歲，台灣表演藝術家，《太極導引術》氣功化之改良創建者。（新聞發布日）[20]

### 28日
- 許家瑜，30歲，台灣網紅。[21]
- 方新华，47岁，中国政治人物，安徽省望江县教育局副局长。脑溢血。[22]
- 戴夫·帕克（英語：Dave Parker），74歲，美國名人堂棒球運動員，世界大賽冠軍（1979年、1989年），患有帕金森氏症併發症。[23]
- 陳雷（本名吳景裕），86岁，台灣作家。[24]
- 杜乐勋，90岁，中国卫生经济学家，哈尔滨医科大学教授。[25]
- 蒋永德，95岁，中国军人，曾参加朝鲜战争。[26]

### 27日
- 白石隆浩（日語：白石 隆浩），34歲，日本死刑犯，座間九屍命案兇手。絞刑伏法。[27]
- 王希恩，67岁，中国民族理论学家，中国社会科学院民族学与人类学研究所研究员。[28]
- 谢惠鹏，82岁，中国政治人物，汕头市政协原副主席。[29]
- 伊萊亞娜·西拉伊（羅馬尼亞語：Ileana Silai），83歲，羅馬尼亞女子田徑運動員。[30]
- 張育安，83歲，台灣演員。[31]
- 张振东，86岁，中国政治人物，原国家广播电影电视总局总编室主任。[32]
- 徐俊西，89岁，中国文学评论家，原上海市作家协会常务副主席。[33]
- 沈春林，93岁，中国京剧演员。[34]

### 26日
- 冉净斐，53岁，中国市场消费研究学者，郑州轻工业大学教授。[35]
- 张润生，55岁，中国企业人物，山东钢铁股份有限公司总经理。[36]
- 李代明，71岁，中国政治人物，重庆市人民政府驻上海办事处原主任。[37]
- 包潤石（英語：Richard Boucher），73歲，前美國外交官，梭狀細胞肉瘤。[38]
- 钟德卫，87岁，中国物理教育工作者，广西师范大学教授。[39]
- 范德泓，91岁，中国体育教育工作者，原南京师范大学体育系主任。[40]
- 比爾·莫耶斯（英語：Bill Moyers），91岁，美國記者、政治評論員，曾任美國白宮新聞發言人。[41]
- 拉羅·西夫林（英語：Lalo Schifrin），93岁，阿根廷裔美國男音樂家、作曲家、編曲和指揮家。[42]
- 薛厚民，96岁，中国政治人物，株洲市人民政府原市长。[43]
- 筱白玉麟，107岁，中国越剧表演艺术家，原南通市越剧团团长。[44]
- 肖簧，99歲，曾任原中央纪委驻化学工业部纪检组组长[45]

### 25日
- 王明贤，71岁，中国建筑理论家，中央美术学院客座教授。[46]
- 陳奮武，83岁，中國書法家、畫家，曾任中國書法家協會理事，福建省文學藝術界聯合會副主席，福建省書法家協會主席。[47]
- 蔡瀾，83歲，香港作家。因癌症及肺感染離世。[48]
- 窦世魁，84岁，中国书画家，青岛市美术家协会原顾问。[49]

### 24日
- 加雷特·希克林（英語：Garett Hickling），54岁，加拿大男子輪椅橄欖球運動員。[50]
- 邹放鸣，67岁，中国政治人物，中国矿业大学党委书记（2010年—2017年）。[51]
- 李小飛，75岁，本名李松烟，台灣演員。[52]
- 克拉克·奧洛夫松（瑞典語：Clark Olofsson），78歲，瑞典罪犯。[53]
- 張順昌，84岁，台灣政治人物。[54]
- 張勃興，94歲，中國政治人物。中共第十三、十四屆中央委員。歷任陝西省人民政府省長，中共陝西省委書記，陝西省人大常委會主任。[55]
- 韩生儒，96岁，中国政治人物，山西经济管理干部学院原副院长。[56]

### 23日
- 周航，61岁，中国世界语者，中华全国世界语协会理事，佳木斯市世界语协会前秘书长。[57]
- 李福宝，70岁，中国足球运动员、教练员。[58]
- 鲍仲梅，81岁，中国工艺美术师，江苏省非物质文化遗产传承人。[59]
- 唐佳（本名黃唐），88歲，香港資深武術指導、影視男演員及導演，香港女藝人雪妮丈夫。墮樓身亡。[60]
- 郁波，97岁，中国作家，山西省作家协会理事。[61]

### 22日
- 馬修·摩瑞（英語：Matthew Murray），54歲，美國職業棒球選手，曾分別以「馬修」、「摩瑞」的中文名效力台灣的中華職業棒球聯盟和台灣大聯盟。[62][63]
- 德尼·拉圖（法語：Denis Lathoud），59歲，法國男子手球運動員。[64]
- 苗志萍，62岁，中国歌唱家，烟台市歌舞剧院合唱团团长。[65]
- 宋韬，67岁，中国皮肤科专家，武汉大学中南医院皮肤科副教授。[66]
- 杨永琚，79岁，中国旅日画家，日中国际美术协会会长。[67]
- 佛朗哥·泰斯塔（義大利語：Franco Testa），87歲，義大利男子自由車運動員。[68]
- 阿納爾多·波莫多羅（義大利語：Arnaldo Pomodoro），98歲，義大利雕塑家。[69]

### 21日
- 魏国平，56岁，中国书法家，青海省硬笔书法家协会主席。[70]
- 陈雨前，63岁，中国政治人物，景德镇学院原院长。[71]
- 詹榮鋒，63歲，台灣政治人物，桃園市政府前祕書長。[72]
- 麥家廉（英語：John McCallum），75歲，加拿大政治人物、大學教授，曾任加拿大國會下議院議員、聯邦內閣部長、駐中華人民共和國大使。[73]
- 张雅文，80岁，中国作家，中国作家协会会员。[74]
- 弗雷德里克·W·史密斯（英語：Frederick W. Smith），80歲，美國商業巨頭、投資者，聯邦快遞的創辦人、董事長、總裁兼執行長。[75]
- 李茂森，89岁，中国政治人物，天津市河西区政协原副主席。[76]

以下是以伊戰爭期間被殺的伊朗將軍，包括：
- 賽義德·伊扎迪（波斯語：سعید ایزدی），61歲，伊朗聖城軍巴勒斯坦分支負責人。

### 20日
- 贺米生，年龄不详，中国电影导演。[77]
- 李瑞伊，43歲，韓國女演員，以2013年MBC劇《龜巖許浚》出道。[78]
- 方显钟，52岁，中国律师，湖北德铭律师事务所原副主任。[79]
- 唐康来，56岁，中国运动医学专家，陆军军医大学第一附属医院运动医学中心原主任。[80]
- 冷伏海，61岁，中国科技战略情报专家，中国科学院科技战略咨询研究院研究员。[81]
- 布雷克·法蘭索德（英語：Blake Farenthold），63岁，美国政治人物，共和黨籍德克薩斯州第27選區眾議院議員。[82]
- 尹明五，64岁，中国作曲家，上海音乐学院教授。[83]
- 苏京，84岁，中国人民解放军少将，原南京军区副参谋长。[84]
- 葉明財，84歲，台灣黑道人物，牛埔幫創幫大老。[85]
- 成复旺，85岁，中国美学家，中国人民大学教授。[86]
- 保利·內瓦拉（芬蘭語：Pauli Nevala），85歲，芬蘭男子田徑運動員，主攻標槍。[87]
- 陰法唐，103歲，中國軍政人物，曾任西藏自治區黨委第一書記、成都軍區副政委兼西藏軍區第一政委，原第二炮兵副政治委員，中將。[88][89]
- 瑪麗塔·卡馬喬·基羅斯（西班牙語：Marita Camacho Quirós），114歲102天，哥斯达黎加超级人瑞，前第一夫人。[90]

### 19日
- 孙茵，64岁，中国企业家，中国房地产业协会名誉副会长，西安天朗控股集团创始人兼董事长。[91]
- 吴光治，74岁，中国热处理专家，中国热处理行业协会原副理事长。[92]
- 丁凤麟，86岁，中国编辑，解放日报社原新闻研究室副主任。[93]
- 李贛騮，92歲，中國政治人物，中國國民黨革命委員會領導人，曾任中國國民黨革命委員會第六屆、七屆、八屆、九屆、十屆中央委員會副主席。國民黨元老李烈鈞之子。[94][95]
- 贾方，92岁，中国军事人物，原总政治部干部部老干部局局长。[96]
- 傑克·貝茲（英語：Jack Fillmore Betts），96岁，美國電影演員[97]。
- 法蘭斯高·古科（葡萄牙語：Francisco Cuoco），91岁，巴西劇場、電影、電視演員[98]。
- 琳恩·漢米爾頓（英語：Alzenia Lynn Hamilton），95岁，美國電影演員[99]。
- 格拉·沙登（英語：Gailard Lee Sartain, Jr.），81岁，美國電影、電視演員[100]。
- 朗·伍德布理奇（英語：Ron Woodbridge），86~87岁，英國流行音樂歌手，「搜索者」樂團（The Searchers）成員[101]（死亡宣佈日期）。

### 18日
- 汪培庄，88岁，中国模糊数学家，北京师范大学教授。[102]
- 马有功，91岁，中国政治人物，曾任青海省高级人民法院党组书记、院长。[103]
- 孙朝恺，92岁，中国政治人物，曾任华中农业大学党委书记。[104]
- 孙戡，92岁，中国政治人物，原国家体委训练竞赛一司副司长。[105]
- 门贵成，96歲，中国人民解放軍空軍少將，原成都軍區空軍副司令員。[96]
- 黄逸平，97岁，中国历史学家，华东师范大学历史系教授。[106]

### 17日
- 韩洪涛，60岁，中国政治人物，洛阳理工学院副校长。[107]
- 貝爾納·拉孔布（法語：Bernard Lacombe），72岁，法國前職業足球員。[108]
- 舒少华，73岁，中国画家，《今古传奇》杂志社社长。[109]
- 莫棣华，83岁，中国动物饲料专家，广东省农科院原副院长。[110]
- 庞壔，90岁，中国油画艺术家，中央美术学院教授。[111]
- 阿尔弗雷德·布伦德尔（德語：Alfred Brendel），94岁，奥地利钢琴家。[112]
- 施宝春，96岁，中国政治人物，原江苏省南通市物资局党组书记、局长。[113]
- 韩企民，98岁，中国翻译家，复旦大学外文学院原副教授。[114]
- 刘科林，98岁，中国政治人物，原四川省万县县长。[115]
- 周履锵，99岁，中国教育工作者，中国托派多数派社会主义青年团成员。[116]
- 安妮·布瑞爾（英語：Anne Burrell），55歲，美國廚師，曾於烹飪教育學院（Institute of Culinary Education）擔任講師。[117]

以下是以伊戰爭期間被殺的伊朗將軍，包括：
- 阿里·沙德馬尼（波斯語：علی_شادمانی），伊朗哈塔姆-安比亚中央总部指挥官、伊朗伊斯蘭革命衛隊代理參謀長、眾先知的封印中央總部司令。[118]

### 16日
- 应平，63岁，中国政治人物，重庆市沙坪坝区人大常委会原副主任。[119]
- 蔡廷和，80岁，中国政治人物，广东省汕头市金平区原政协主席。[120]
- 于常启，80岁，中国人民解放军海军少将，原北海舰队副政治委员。[121]
- 蒋生发，88岁，中国教育工作者，原江苏理工大学校长助理。[122]
- 吴传炎，91岁，中国政治人物，武汉市武昌区人大常委会原副主任。[123]
- 周添成，92岁，中国政治人物，原浙江省人民政府侨务办公室副主任。[124]
- 丹尼尔·克莱普纳（英語：Daniel Kleppner)，92岁，美国物理学家，麻省理工学院纪念莱斯特·乌尔夫物理学教授、麻省理工学院-哈佛超冷原子中心的共同主任[125]。
- 曼努埃爾·薩爾佐（西班牙語：Manuel López Zarza)，93岁，西班牙電影演員。[126]
- 李滨生，96岁，中国治沙造林学专家，北京林业大学教授。[127]

### 15日
- 张军桥，38岁，中国麻醉科专家，中国援助坦桑尼亚医疗队队长，因救助落水者而溺水遇难。[128]
- 宋晖，57岁，中国政治人物，中交公路规划设计院有限公司董事长。[129]
- 张爱玲，58岁，中国经济学家，北京语言大学商学院教授、国际经济与贸易系主任，死于树木倾倒事故。[130]
- 周宏武，64岁，中国政治人物，浙江省台州市人大常委会民宗侨外工作委员会原主任。[131]
- 金钦汉，87岁，中国微波化学专家，吉林大学教授。[132]
- 徐士钦，87岁，中国画家，华北理工大学艺术学院教授。[133]

以下是以伊戰爭期間被殺的伊朗將軍，包括：
- 穆罕默德·卡齊米（波斯語：محمد کاظمی），63歲，伊朗伊斯蘭革命衛隊情報機構負責人。[134][135]。
- 哈桑·穆哈蓋格（波斯語：محمدحسن محقق），曾任伊朗伊斯蘭革命衛隊戰略情報部主任、生前任伊朗伊斯蘭革命衛隊情報機構副負責人。

### 14日
- 比奥莱塔·查莫罗（西班牙語：Violeta Barrios de Chamorro），95岁，尼加拉瓜政治人物，前总统（1990年—1997年）。[136]
- 梅麗莎·霍特曼（英語：Melissa Hortman），55岁，美國政治人物，2025年明尼苏达州州议员遇刺案受害者，前明尼苏达州众议院议长、州众议院多数党领袖（民主党籍）。[137]
- 馬克·霍特曼（英語：Mark Hortman）美國政治人物，前明尼苏达州众议院议长梅麗莎·霍特曼丈夫。[137]
- 萊納德·蘭黛（英语：Leonard Lauder），92歲，猶太裔美國億萬富翁。[138]
- 闻新宇，45岁，中国气候物理学者，北京大学物理学院大气与海洋科学系副教授。[139]
- 于志海，65岁，中国政治人物，内蒙古大学体育学院原院长。[140]
- 王夕源，66岁，中国政治人物，民革青岛市委原秘书长。[141]
- 乔云霞，80岁，中国新闻传播学者，河北大学教授。[142]
- 陳彼得，81歲，台灣男歌手、詞曲作家、音樂製作人。曾出版專輯《玫瑰安娜》、《也是情歌》、《嫦娥》、《吾愛吾師/幾度夕陽紅》。[143][144]
- 何广麟，98岁，中国建筑学家，天津大学建筑学院教授。[145]
- 黄圣祥，98岁，中国皮肤病专家，武汉大学中南医院皮肤科首任主任。[146]
- 王均，105岁，中国人民解放軍军人，安徽省军区司令部原副军职顾问。[147]
- 卓也努力勝利，本名：（日語：加我卓也），38歲，日本諧星，與石川晴路（藝名：噴射）合組搞笑團體「四天王」。腦幹梗塞。[148]

以下是以伊戰爭期間被殺的伊朗將軍及核子物理學家，包括：
- 賽義德·阿米爾侯賽因·法蓋希（波斯语：سید امیرحسین فقهی），47歲，伊朗核科學家。[149]
- 阿克巴爾·穆特拉比扎德（波斯语：اکبر مطلبی‌زاده），61歲，伊朗核科學家。[149]

### 13日
- 贠信升，66岁，中国道教人物，中国道教协会常务理事，陕西省道教协会副会长。[150]
- 关键，69岁，中国政治人物，上海市门球协会原会长。[151]
- 周家弘，70岁，中国桥牌运动员。[152]
- 崔福斋，79岁，中国生物材料专家，清华大学材料学院教授。[153]
- 詹庚西，84岁，中国画家，中国国家画院研究员。[154]
- 鄭愁予，91歲，台灣現代詩詩人，代表作《錯誤》；心臟衰竭。[155]
- 曹炳林，94岁，中国政治人物，天津市人民检察院原党组纪律检查组组长。[156]

以下是以伊戰爭期間被殺的伊朗將軍及核子物理學家，包括：
- 吴拉姆雷扎·梅赫拉比（波斯語：غلامرضا محرابی），伊朗武装部队参谋部情报事务副主管。[157]
- 達維德·謝希揚（波斯语：داود_شیخیان），伊斯蘭革命衛隊空天军防空指揮官。[158]
- 邁赫迪·拉巴尼（波斯語：مهدی ربانی），伊朗武装部队作戰部副主任。[159]
- 侯賽因·薩拉米（波斯語：حسین سلامی），64歲，伊朗伊斯蘭革命衛隊總司令。[160]
- 穆罕默德·巴蓋里（波斯語：محمد باقری），64歲，伊朗武裝部隊總參謀長。[160]
- 吴拉姆·阿里·拉希德（波斯語：غلامعلی رشید），72歲，伊朗伊斯蘭革命衛隊副總司令。[160]
- 阿米尔·阿里·哈吉扎德（波斯語：امیرعلی حاجی‌زاده），63歲，伊朗伊斯蘭革命衛隊空天軍總司令。[161]
- 費雷敦·阿巴西（波斯語：فریدون عباسی），66歲，伊朗核科學家、前原子能組織主席。[149]
- 穆罕默德·邁赫迪·德黑蘭奇（波斯語：محمدمهدی طهرانچی），60歲，伊朗核科學家。[149]
- 阿卜杜勒哈米德·米努切赫爾（波斯语：عبدالحمید مینوچهر），63歲，伊朗核科學家。[149]
- 艾哈邁德雷扎·佐爾法加里（波斯語：احمدرضا ذوالفقاری），65歲，伊朗核科學家。[149]
- 赛义德·博尔吉（英语：Saeed Borji），伊朗核科學家。

### 12日
- 孫賈伊·卡浦爾（Sunjay Kapur），53歲，印度億萬富豪，全球知名汽車零件供應商Sona Comstar的董事長。[162]
- 莫党，90岁，中国半导体材料学家，中山大学教授。[163]
- 李建东，90岁，中国草地学家，东北师范大学教授。[164]
- 李习勤，92岁，中国版画家，西安美术学院版画系原主任。[165]
- 魏传义，97岁，中国画家，厦门大学艺术教育学院院长。[166]
- 丹增南達（藏語：བསྟན་འཛིན་རྣམ་དག），98歲，流亡藏人苯教宗教領袖。[167]
- 张兆宜，年龄不详，中国新闻工作者，《21世纪经济报道》记者。[168]
- 藤村志保，86歲，日本演員。[169]
- 蔡語芯，40歲，臺灣模特兒，有「車模界林志玲」稱號，藥物注射醫療疏失。[170][171]

以下是印度航空171號班機空難著名死者：
- 維賈伊·魯伯尼（Vijay Rupani），68歲，印度政治人物，曾任古吉拉特邦首席部長（英语：Chief Minister of Gujarat）。
- 蘇米特·薩巴瓦爾（Sumeet Sabharwal），機師。
- 克萊夫·昆達爾（Clive Kundar），副機師。

### 11日
- 张放，67岁，中国唢呐演奏家，四川音乐学院教授。[172]
- 田鑫，76岁，中国打击乐演奏家，原中国广播民族乐团打击乐声部长。[173]
- 张中周，80岁，中国政治人物，开封市人民政府原副市长。[174]
- 王振纲，80岁，中国政治人物，丹东市政协原副主席，中国民主促进会丹东市委员会原主任委员。[175]
- 翟明普，83岁，中国森林培育学家，北京林业大学教授。[176]
- 殷仲坚，89岁，中国政治人物，原广西壮族自治区建设厅副厅长。[177]
- 茹遂初，92岁，中国摄影家，中国摄影金像奖终身成就奖获得者。[178]
- 唐孝炎，93歲，中國環境工程科學家。[179]
- 钱学雄，94岁，中国企业家，业聚医疗集团控股有限公司名誉主席兼创始人。[180]
- 张国伍，96岁，中国交通运输系统工程专家，北京交通大学教授。[181]
- 江澄波，99岁，中国古籍版本学家，文学山房第三代传人。[182]
- 佐藤哲夫，76歲，日本前排球運動員。[183]
- 齋藤步，60岁，日本男演員。[184]
- 陳婉真，75歲，台灣政治人物，文史工作者，曾任台北縣選區立法委員（1993年—1996年）。肺癌。[185]
- 何柱國，75歲，香港商人，曾任星島新聞集團主席、第十屆、十一屆、十二屆、十三屆全國政協常委。[186]
- 布赖恩·威尔逊（英語：Brian Wilson），82岁，美国音乐家，制作人，歌曲作者，海滩男孩成员。[187]（死訊公佈日期）

### 10日
- 费锦荣，59岁，中国企业人物，九江礼涞农业集团原总经理。[188]
- 廖兴元，70岁，中国政治人物，重庆市纪委监委机关原监察专员。[189]
- 張業法，77歲，中國書法家，中國書法家協會原副主席，山東省書法家協會主席，山東省文學藝術界聯合會副主席。[190]
- 樊祖蔭，85歲，中國作曲家、音樂學家，中國音樂學院前院長，原中國少數民族音樂學會會長。[191]
- 曾冠凡，86岁，中国政治人物，曾任武汉市机械工业局局长。[192]
- 蘇欽達·甲巴允，91歲，泰國政治家、陸軍將領，曾任總理（1992年）。[193]
- 周玉栋，95岁，中国政治人物，原天津理工学院副院长。[194]

### 9日
- 甘伟，59岁，中国诗人，复旦诗社原社长。[195]
- 金切什·蒂博爾（匈牙利語：Kincses Tibor），65歲，匈牙利男子柔道運動員。[196]
- 成如明，69岁，中国作家，云南省丽江市作家协会原副主席。[197]
- 张秋波，72岁，中国政治人物，中共东营市委书记（2006年－2011年）。[198]
- 陈东征，73岁，中国政治人物，曾任深圳证券交易所理事会理事长、党委书记。[199][200]
- 王杏慶（筆名南方朔），78歲，台灣資深媒體人、政治評論家；肺炎。[201][202]
- 林碧笙（英語：Lim Pik-Sen），80歲，英國演員。[203]
- 史萊·史東（英语：Sly Stone），82歲，美國搖滾-放克音樂家與詞曲作家，史萊和史東家族合唱團領軍人物。慢性阻塞性肺病。[204]
- 弗雷德里克·福赛思（英語：Frederick Forsyth），86歲，英國作家，前英國皇家空軍少尉飛行員和每日快報記者。[205]
- 西本喜美子，97歲，日本網紅「自拍奶奶」。[206]
- 黄润苏，103岁，中国诗词学者，复旦大学副教授。[207]

### 8日
- 雷珍民，79岁，中国书法家，第十二届全国政协委员。[208]
- 谢保成，81岁，中国历史学家，中国社会科学院研究员。[209]
- 张耀生，100岁，中国政治人物，吉林省妇女联合会原副主任、顾问。[210]
- 释印空，105岁，中国佛教人物，江西省佛教协会名誉会长。[211]
- 安東尼·瑞德，85歲，澳大利亞歷史學者，澳洲人文科學院院士、英國皇家歷史學會會士、英國國家學術院通訊院士，曾為澳洲國立大學教授。[212]

### 7日
- 夏燎原，50岁，中国应用化学专家，中南林业科技大学教授。[213]
- 肖娟，55岁，中国作家，北京市海淀区作家协会副秘书长。[214]
- 曹淑琴，88岁，中国考古学家，中国科学院考古研究所研究员。[215]
- 马家骏，96岁，中国世界史学者，北京师范大学历史学院教授。[216]
- 杨宗坤，99岁，中国政治人物，安徽省马鞍山市人民政府原副市长。[217]
- 顏正華，105歲，中國中醫學家、中藥學專家，北京中醫藥大學主任醫師、教授，首屆國醫大師。[218]
- 安東尼·D·喬丹，91歲，英格蘭羽球運動員。[219]
- 大須賀聖良（日語：大須賀 聖良），21歲，日本女流圍棋棋手。自2022年起連續三年晉級女子棋聖大會正賽（總戰績：60勝95負）。頭部傷送醫後不治。[220]

### 6日
- 李以健，66岁，中国泉州文化学者。[221]
- 金若中，77岁，中国体育教育工作者，大连理工大学教授。[222]
- 韩烈光，79岁，中国政治人物，致公党广州市委员会原专职副主委。[223]
- 许仕伦，81岁，中国政治人物，重庆市涪陵区政协原主席。[224]
- 熱地，87歲，中國政治人物，曾任第十屆全國人民代表大會常務委員會副委員長。[225]

### 5日
- 吴星星，37岁，中国物理学者，国科温州研究院副研究员。[226]
- 曾令超，48岁，中国律师，江苏民卫律师事务所主任。[227]
- 辛红武，65岁，中国律师，四川清正律师事务所律师。[227]
- 贺传圣，81岁，中国作家，江西省新余市作家协会原主席。[228]
- 颜慰萱，90岁，中国宝石学家，中国地质大学（武汉）珠宝学院创始院长。[229]
- 任新月，102岁，中国政治人物，云南省原临沧地委副书记、行署常务副专员。[230]
- 埃德加·倫古（英語：Edgar Lungu），68歲，贊比亞政治人物，前總統（2015年—2021年）。[231]
- 比尔·阿特金森（英語：Bill Atkinson），74岁，美国计算机工程师，苹果公司早期图形用户界面开发者。[232]
- 阿納托利·古尼茨基（俄語：Анато́лий А́вгустович Гуни́цкий），71歳，俄羅斯作家，記者，詩人。[233]

### 4日
- 李春祥，66岁，中国厨师，中国烹饪协会副会长。[234]
- 王登良，70岁，中国茶叶专家，华南农业大学园艺学院教授。[235]
- 吕广志，79岁，中国政治人物，天津市发展和改革委员会原副主任。[236]
- 叶以萌，80岁，中国替身演员（武替），曾在《西游记》中分別饰演20多个角色。[237]
- 曹业海，81岁，中国曲艺家，安徽省滁州市文化局原副局长。[238]
- 傅翠和，84岁，中国人民解放军少将，原第二军医大学政治委员。[239]
- 馬克·加諾（法語：Marc Garneau），76歲，加拿大政治人物，曾出任自由黨籍魁、聯邦交通部長和外交部長。[240]
- 聶德·吉東（葡萄牙語：Niède Guidon），92歲，巴西考古學家。[241]

### 3日
- 孟大宇，32岁，中国玉雕艺术家，苏州市雕塑协会会员。心梗。[242]
- 赵亚溥，61岁，中国力学家，非线性力学国家重点实验室主任（2000年—2005年）。[243]
- 高振恒，85岁，中国书画家，天津美术学院原副院长。[244]
- 刘承恩，85岁，中国政治人物，安徽省池州市政协原副主席。[245]
- 潘雪辉，88岁，中国日语教育工作者，南开大学外国语学院日语系副教授。[246]
- 孙大有，88岁，中国政治人物，广州市人民检察院原副检察长。[247]
- 王秀云，91岁，中国音乐教育家，上海音乐学院声乐歌剧系副教授。[248]
- 周光霁，96岁，中国皮肤病专家，北京协和医院皮肤科原主任。[249]
- 林正杰，72歲，台灣政治人物，曾任臺北市議員（1981年—1986年）、立法院立法委員（1990年—1996年）。亦為前黨外人士。[250]
- 長嶋茂雄（日語：長嶋茂雄），89歲，日本前棒球運動員及教練。曾任讀賣巨人隊球員（1958年—1974年），教練（1993年—2001年）。過世前為該隊終生榮譽教練。肺炎。[251][252]
- 约什卡·布罗兹，77岁，塞尔维亚政治人物，约瑟普·布罗兹·铁托之孙，曾任塞尔维亚国民议会议员、共产党主席[253][254]。

### 2日
- 刘文超，54岁，中国企业人物，西子电梯科技有限公司董事长。[255]
- 华绍骧，63岁，中国书法家，华世奎书法文化专业委员会顾问，华世奎嫡曾孙。[256]
- 许其亮，75歲，中國人民解放軍高級將領，曾任中国共产党第十八届、十九届中央政治局委员，中央军委副主席，空军上将军衔。突發心梗。[257][258]
- 亨利·萊佩（芬蘭語：Henry Leppä），78歲，芬蘭男子冰球運動員。[259]
- 刘长来，82岁，中国烙画艺术家，原北京收藏家协会民俗专业委员会主任。[260]
- 黎文節，85歲，越南男子桌球運動員。[261]
- 陳有福，87歲，印尼华裔羽球運動員。[262]
- 段鹏琦，87岁，中国考古学家，中国社会科学院考古研究所研究员。[263]
- 宏存茂，89岁，中国化学家，北京大学教授。[264]
- 皮埃尔·诺拉（法語：Pierre Nora），93岁，法国历史学家。[265]
- 朱政贤，100岁，中国木材干燥学家，东北林业大学教授。[266]

### 1日
- 段煜，48岁，原名段雪霞，中国江西网红歌手。脑溢血。[267]
- 许鑫，48岁，中国管理信息系统专家，华东师范大学经济与管理学院信息管理系教授。[268]
- 林敏捷，85岁，中国政治人物，香港毛泽东学会会长。[269]
- 魏佑功，98岁，中国政治人物，原中国计量学院党委书记。[270]
- 弗雷德·埃斯平納克（英語：Fred Espenak），71岁，美國天體物理學家[271]。